# 東區女巫
《東區女巫》（Witches of East End）為一部改編自梅麗莎·迪·拉·克魯茲編著的同名小說的影集。本劇在2013年10月6日正式於Lifetime電視網首播。故事背景設定在一個虛構濱海小鎮的東區，圍繞在有著許多悠久歷史的女巫世家喬安娜與其兩個女兒英格麗、法瑞雅與妹妹溫蒂之間所發生的事情。2013年11月22日，Lifetime電視網宣布第二季預定13集。2014年11月4日，Lifetime電視網宣布由於第二季收視不甚理想，於是確定取消本劇，後宣布有可能推出一小時版完結篇。

## 故事概述
故事講述活了許多世紀的女巫喬安娜，與她的兩個女兒英格麗、法瑞雅及妹妹溫蒂，她們利用法力來解決所面臨的困難，同時要對抗一直想致她們於死地的「變形者」，更得隱藏她們女巫的身分。

## 演員角色

### 主要角色
- 茱莉亞·溫爾文（英语：Julia Ormond） 飾演 喬安娜·波夏

溫蒂的姊姊，英格麗與法瑞雅的母親。有著長生不老的能力及詛咒，並不停的在每個輪迴中生下英格麗與法瑞雅，並一再失去她們。是個法力非常強大的女巫。第二季季終時，和溫蒂、法瑞雅與英格麗聯手除掉尼可拉斯王。
- 瑪德甄·艾美克（英语：Mädchen Amick） 飾演 溫蒂·波夏

喬安娜的妹妹，英格麗與法瑞雅的阿姨，擁有九條命，並能隨時變成一隻黑貓。在上一世紀，為了阻止英格麗誤入歧途，並要阻止艾奇伯時不小心將英格麗害死，直到幾個月前感應到喬安娜一家將發生事故，而再次出現在喬安娜面前。現在只剩下唯一一條命。第二季季終時，和喬安娜、法瑞雅與英格麗聯手除掉尼可拉斯王，並將最後一條生命獻與湯米。
- 珍娜·戴溫·坦圖 飾演 法瑞雅·波夏

英格麗的妹妹，戴許的未婚妻，和姊姊總是在年輕時去世，並且都在同一天。一開始並不知道自己是女巫的身分。因為潘妮洛普的陰謀而失去法力，直到潘妮洛普去世，法力才再度回歸。與戴許訂婚當天，從父親那得知，自己前世的真愛是基利恩。第二季時被塔特夫殺害，最終由尼可拉斯王救回。第二季季終時，和喬安娜、溫蒂與英格麗聯手除掉尼可拉斯王。
- 瑞秋·鮑思敦（英语：Rachel Boston） 飾演 英格麗·波夏

法瑞雅的姊姊，和妹妹總是在年輕時去世，並且都在同一天。一開始並不知道自己是女巫的身分。第二季喜歡上戴許，後來發現戴許的不法事蹟。第二季時被塔特夫殺害，最終由尼可拉斯王救回。曾經一度因尼可拉斯王吸取其法力而失去法力。第二季季終時，和喬安娜、溫蒂與法瑞雅聯手除掉尼可拉斯王，並發現自己懷上了孩子。
- 丹尼爾·迪·托莫索（英语：Daniel Di Tomasso） 飾演 基利恩·嘉德納

戴許的弟弟，喜歡法瑞雅，和法瑞雅一同在酒屋工作。總是和哥哥愛上同一個女人。並不知道自己是個巫師。第二季開始努力學習控制法力。被伊娃下咒，一直以為自己愛著伊娃。後來喝下毒藥欲與法瑞雅同生死，最後在與法瑞雅接吻時甦醒。第二季季終時，被戴許下咒互相交換了靈魂，替戴許坐牢。
- 艾瑞克·溫特（英语：Eric Winter） 飾演 戴許·嘉德納

基利恩的哥哥，法瑞雅的未婚夫，是位醫生。因為前未婚妻與弟弟基利恩有染而與弟弟有著隔閡，同時也隱藏了一些秘密。並不知道自己是個巫師。第二季開始努力學習控制法力。為了控制法力，掩蓋自己的罪行，利用了英格麗。第二季季終時，為了逃避罪行，而下咒與基利恩交換靈魂，正式走向黑暗。
- 克里斯提恩·庫克 飾演 法瑞德瑞克·波夏（第二季）

法瑞雅的雙胞胎哥哥，英格麗的弟弟。為了讓尼可拉斯王尋找軀殼，而不得已殺害了一些無辜百姓。深信尼可拉斯王已經從善。第二季季終時，被不知名的女子殺害，並在其屍體旁留下“去死吧，女巫們”的血跡。

### 常設角色
- 維吉妮雅·梅德森 飾演 潘妮洛普·嘉德納（第一季）

本名：雅典娜·布朗寧，布朗寧的女兒，戴許、基利恩的母親。同樣是個女巫，為了替父親艾奇伯復仇，而改名換姓，接近喬安娜一家人。為了得到更大的力量，吸走了兒子戴許與基利恩的法力，更偷取了法瑞雅的法力。直到死去後，法力都回歸原主。
- 趙爾·格瑞許（英语：Joel Gretsch） 飾演 維特（第一季客串、第二季常設）

喬安娜的丈夫，英格麗與法瑞雅的父親。消失了好幾個世紀。第一季末終於出現，和喬安娜、溫蒂以及女兒們對抗惡勢力。第二季時被愛喜絲的咒語害死。
- 比安卡·勞森（英语：Bianca Lawson） 飾演 伊娃（第二季）

基利恩的救命恩人。對基利恩下咒，誓要懷上孩子。原本是個凡人，後來愛上巫師而成為女巫並生下了孩子，她必須得在前一個孩子死前，懷上另一個巫師的孩子，以保永生及法力，最後，仍宣告失敗死亡。
- 湯姆·雷克 飾演 哈德森·瑞弗帝（第一季～第二季）

與英格麗在圖書館工作的同事。第二季被曼卓龍怪殺害。
- 伊格納西歐·西瑞吉歐（英语：Ignacio Serricchio） 飾演 湯米·寇爾（第二季）

消防員，喜歡溫蒂。後來發現溫蒂女巫的身分，並意外成為尼可拉斯王的宿主。第二季季終時，溫蒂施咒將其最後的一條命給了他，因而活了下來。
- 凱莉·史都華（英语：Kellee Stewart） 飾演 巴布（第一季）

與英格麗在圖書館工作的同事。原本不孕，後來在英格麗的幫助下懷了孩子。
- 詹姆士·馬士特斯 飾演 塔特夫（第二季）

尼可拉斯王的手下，是埋伏在反叛軍裡的間諜。濫殺無辜來找尋尼可拉斯王合適的宿主，同時將英格麗與法瑞雅殺死，最終被法瑞德瑞克用蠍子毒死，但似乎沒有成功。
- 莎拉·蘭卡斯特（英语：Sarah Lancaster） 飾演 瑞雯·莫羅（第二季）

FBI警官，和戴許維持著床伴關係，同時，也正調查著關於戴許殺害的被害者的案子。
- 安東尼·雷姆克（英语：Anthony Lemke） 飾演 哈里森·威力斯（第一季）

律師，喜歡喬安娜。
- 安東尼·柯納許尼 飾演 曼卓龍怪（第二季）

利用與英格麗的性來提供自己的生命，最後被法瑞德瑞克殺掉。
- 蒂雅·瑟卡爾（英语：Tiya Sircar） 飾演 艾咪·馬修士（第一季）

戴許的同事，喜歡基利恩，但在知道基利恩喜歡法瑞雅後，自動退出。因為發現潘妮洛普的秘密，而被潘妮洛普殺害。
- 傑森·溫斯頓·喬治（英语：Jason Winston George） 飾演 亞當·諾寶（第一季）

警察，喜歡英格麗。因為英格麗念了復活咒讓死去的溫蒂甦醒，而亞當則因此死去。
- 吉莉安·巴柏（英语：Gillian Barber） 飾演 莫拉·道雀兒（第一季）

丈夫被喬裝成喬安娜的潘妮洛普殺害，一直誤會喬安娜，溫蒂利用法力讓她出現幻覺，最後，被送進精神病院。
- 安佛·趙卡祖（英语：Enver Gjokaj） 飾演 麥克（第一季）

是個研究神秘學之人，想利用英格麗女巫的身分，來證實父親的研究，並想創造歷史。因威脅英格麗開啟通往阿斯加德之門，而被燒死。
- 紹恩·史密斯 飾演 法蘭克·福斯特（第二季）

博士，後來因不明原因被殺害，實際是幫尼克拉斯王尋找軀殼時的被犧牲掉的人類。
- 蜜雪兒·賀德（英语：Michelle Hurd） 飾演 艾莉可絲（第二季）

可以預知未來，曾是喬安娜的戀人。

### 客串演出
- 弗瑞迪·珮芮茲Jr. 飾演 里歐·溫蓋特（第一季）

蝴蝶收集者，喜歡溫蒂。
- 尼爾·哈布金斯（英语：Neil Hopkins） 飾演 道格（第一季）

法瑞雅前世的男友，被法瑞雅用法力困在圖畫中。受到潘妮洛普的召喚，從圖畫中爬出誓言殺死法瑞雅，最後被喬安娜關在另一幅畫中。
- 麥特·弗祿爾 飾演 維戴爾（第一季）

在17世紀時，因為告發英格麗與法瑞雅的身分，而害死英格麗姊妹，最後喬安娜並未殺害他，而是割掉其耳朵。受到潘妮洛普的召喚，前來殺害喬安娜，最終仍被喬安娜殺害。
- 馬修·道爾·尼格羅（英语：Matthew Del Negro） 飾演 艾奇伯·布朗寧（第一季）

英格麗前世的戀人，也是讓英格麗陷入墮落的惡魔。說服英格麗和自己私奔，並想回去阿斯加德，甚至想殺害溫蒂，最後被喬安娜殺害。
- 凱特琳·達波黛 飾演 亞莉絲（第一季）

戴許的前未婚妻，非常深愛基利恩，在和戴許解除婚約後自殺。
- 史帝芬·博卡夫（英语：Steven Berkoff） 飾演 尼可拉斯王（第二季）

喬安娜與溫蒂的父親，受到蛇鑰的誘惑變得喪心。
- 瑞秋·尼科爾斯 飾演 愛喜絲·佐兒卡（第二季）

想要知道通往阿斯加德的門，愛佛的雙胞胎妹妹，和愛佛亂倫，是奧斯卡的低層生物。
- 卡爾德·哈里斯 飾演 愛佛·佐兒卡（第二季）

想要知道通往阿斯加德的門，愛喜絲的雙胞胎哥哥，和愛喜絲亂倫，是奧斯卡的低層生物。最後被法瑞德瑞克殺死。

## 收視
| 季數 | 播出時間（ET）                                     | 集數 | 首映          | 首映         | 首映          | 季終           | 季終         | 季終          | 18–49歲 收視 平均 | 平均 收視人数 （百萬） |
| 季數 | 播出時間（ET）                                     | 集數 | 日期          | 18–49歲 收視 | 收視 （百萬） | 日期           | 18–49歲 收視 | 收視 （百萬） | 18–49歲 收視 平均 | 平均 收視人数 （百萬） |
| ---- | -------------------------------------------------- | ---- | ------------- | ------------ | ------------- | -------------- | ------------ | ------------- | ----------------- | ---------------------- |
| 1    | 星期日 晚間10點                                    | 10   | 2013年10月6日 | 0.7          | 1.93          | 2013年12月15日 | 0.6          | 1.74          | 0.62              | 1.67                   |
| 2    | 星期日 晚間9點（Ep 1–12） 星期日 晚間10點（Ep 13） | 13   | 2014年7月6日  | 0.5          | 1.12          | 2014年10月12日 | 0.4          | 1.03          | 0.47              | 1.13                   |

## 海外播出
| 英国Lifeime UK頻道 - | 英国Lifeime UK頻道 -                    | 英国Lifeime UK頻道 - |
| -------------------- | --------------------------------------- | -------------------- |
|                      | 東區女巫（第一季） （2013年11月5日 - ） |                      |
| —                    | —                                       |                      |

| Eleven頻道 - | Eleven頻道 -                     | Eleven頻道 - |
| ------------ | -------------------------------- | ------------ |
|              | 東區女巫（第一季） （2014年 - ） |              |
| —            | —                                |              |

| 臺灣STAR World - | 臺灣STAR World -           | 臺灣STAR World - |
| ---------------- | -------------------------- | ---------------- |
|                  | 東區女巫（第一季） （ - ） |                  |
| —                | —                          |                  |

| 香港STAR World - | 香港STAR World -           | 香港STAR World - |
| ---------------- | -------------------------- | ---------------- |
|                  | 東區女巫（第一季） （ - ） |                  |
| —                | —                          |                  |

## 腳註
1. ↑  . Deadline.com.   [2013-02-02]. （原始内容存档于2013-02-11）.
2. ↑  . Deadline.com.   [2013-07-26]. （原始内容存档于2013-09-01）.
3. ↑  .   [2014-02-03]. （原始内容存档于2021-01-22）.
4. ↑  Knox, David. . TV Tonight. 2013-11-19  [2013-11-20]. （原始内容存档于2020-11-27）.

## 外部連結
- 官方网站
- 互联网电影数据库（IMDb）上《東區女巫》的资料（英文）
- 豆瓣电影上《東區女巫》的資料 （简体中文）